# Пенни-фартинг

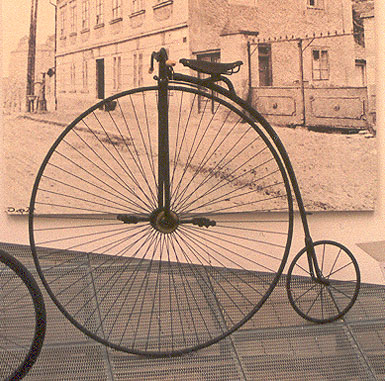
Пенни-фартинг

Пе́нни-фа́ртинг (другие известные названия — «гран-би» от фр. grand-bi), «высокое колесо» от англ. high wheeler, «обычный» от англ. ordinary) — один из ранних типов велосипеда, характеризующийся очень большим передним и маленьким задним колесом, который получил распространение в 1880-х годах, сразу после боншейкера и до изобретения так называемого «безопасного велосипеда» (т. н. «бисиклет»), близкого к современному варианту. Пенни-фартинги были первыми подобными транспортными средствами, которые стали называть словом «велосипед».

## Название
Хотя в настоящее время данные велосипеды более всего известны под названием «пенни-фартинг», этот термин, скорее всего, не использовался до того времени, пока они не были признаны устаревшими. Впервые в печати данный термин был употреблён в 1891 году в журнале Bicycling News. Название велосипеда происходит от внешнего вида британских монет пенни и фартинга, поскольку одна из них (пенни) намного больше другой (фартинга), и велосипед сбоку напоминал своим видом эти монеты, следовавшие одна за другой. Во времена же своей популярности они были известны просто как «велосипеды». В конце 1890-х годов в отношении их начал использоваться ретроним ordinary, чтобы отличить их от новых на тот момент «безопасных велосипедов». Термин high wheel, как правило, используется современными энтузиастами.

## История

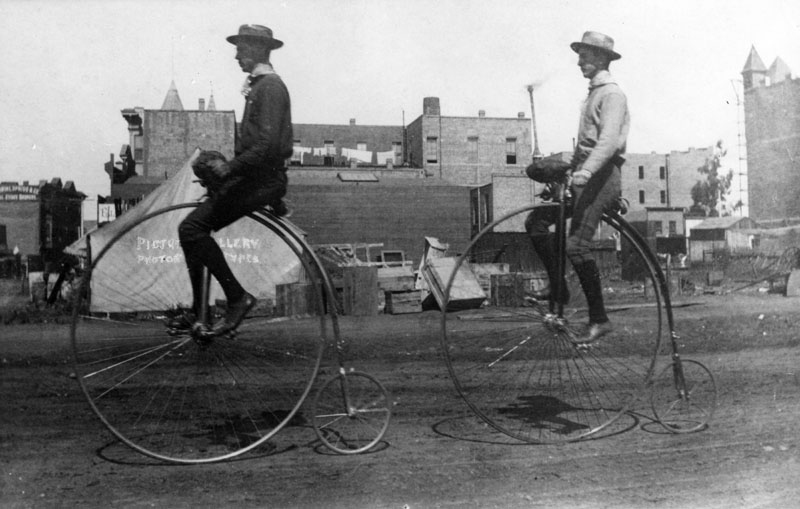
Двое велосипедистов в Калифорнии, 1886 год

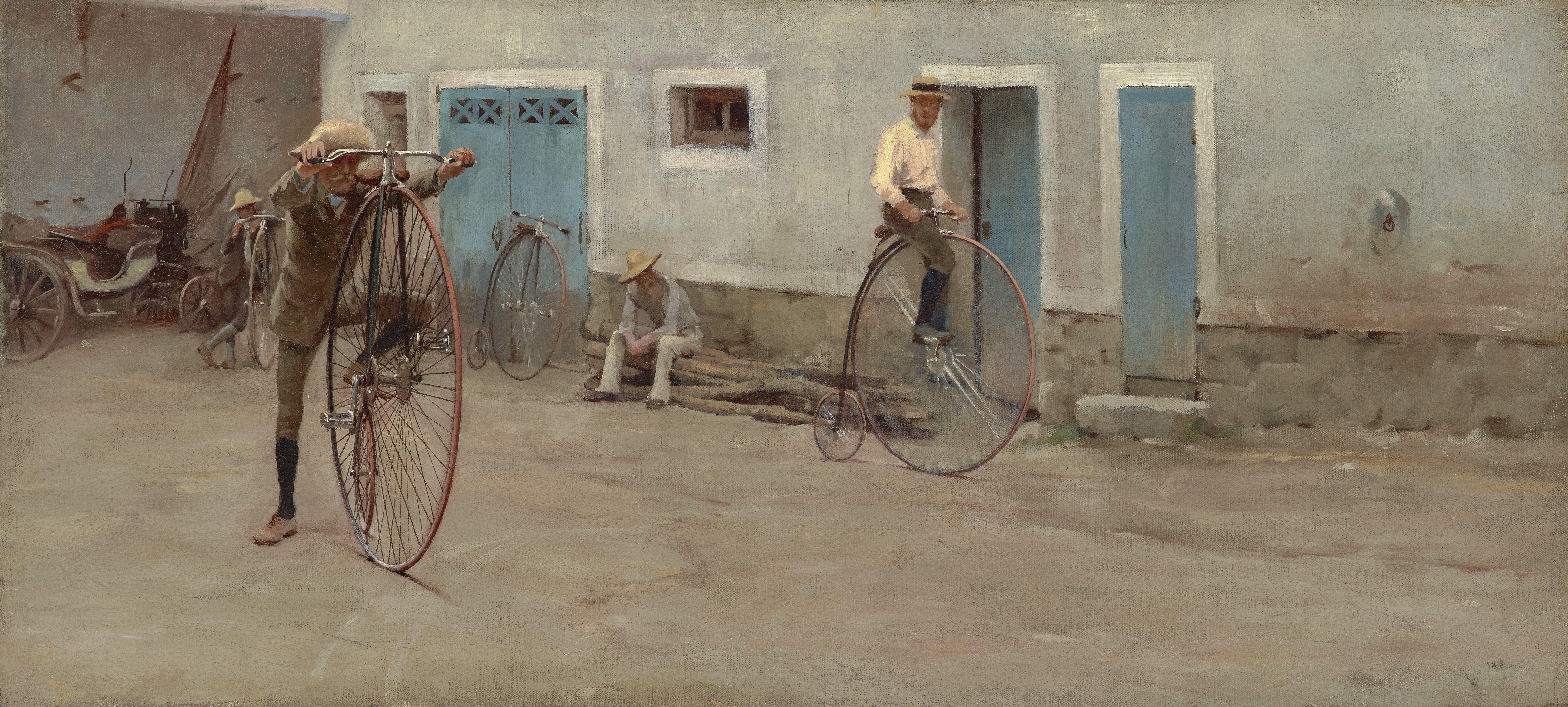
Рисунок 1880 года

Велосипеды данной конструкции начал производить в 1870 году Джеймс Старли, известный как «отец велосипедной индустрии», на основе французских боншейкеров, но с передними колёсами значительно увеличенного размера, которые могли иметь в высоту более 1,5 метра; больший диаметр позволял достичь велосипеду большей скорости. В 1878 году Альберт Поуп начал производить подобные же велосипеды в Бостоне, сделав их популярными в США на следующие два десятилетия.

## Влияние
В 1884—1886 годах Томас Стивенс на пенни-фартинге совершил первое кругосветное путешествие на велосипеде (Сан-Франциско — Иокогама).
Несмотря на то, что период их использования был недолгим, пенни-фартинги стали одним из культурных символов конца Викторианской эпохи; их популярность также совпала по времени с появлением велосипедных гонок как вида спорта.